# Élections sénatoriales de 1998 dans les Bouches-du-Rhône
Les élections sénatoriales dans les Bouches-du-Rhône ont eu lieu le dimanche 27 septembre 1998. 
Elles ont eu pour but d'élire les sénateurs représentant le département au Sénat pour un mandat de neuf années.

## Contexte départemental
Lors des élections sénatoriales du 24 septembre 1989 dans les Bouches-du-Rhône, sept sénateurs  ont été élus :
La liste Priorités Marseille Bouches-du-Rhône, majorité présidentielle, Robert-Paul Vigouroux a eu trois élus : Robert Vigouroux (diss PS), André Vallet (diss PS) et Jacques Rocca Serra (diss UDF-CDS).  
La liste D'union et de renouveau pour les Bouches-du-Rhône a eu deux élus : Jean-Claude Gaudin (UDF-PR) et Jean-Pierre Camoin (RPR).  
La liste Majorité présidentielle pour le développement des collectivités locales des Bouches-du-Rhône a eu un élu : Louis Philibert (PS).
La liste Liste de Rassemblement pour le statut des élus, l'autonomie communale, la satisfaction des besoins de nos populations, présentée par le Parti communiste français a eu un élu : Louis Minetti (PCF).
Depuis, tous les effectifs du collège électoral des grands électeurs ont été renouvelés, avec les élections législatives françaises de 1997, les élections régionales françaises de 1998, les élections cantonales de 1994 et 1998 et les élections municipales françaises de 1995.

## Rappel des résultats de 1989
| Tête de liste  | Tête de liste      | Liste          | Voix  | %      | Sièges |  |
| -------------- | ------------------ | -------------- | ----- | ------ | ------ |  |
|                | Robert Vigouroux   | DVG            | 1 038 | 37,35  | 3      |  |
|                | Jean-Claude Gaudin | UDF-RPR        | 735   | 26,45  | 2      |  |
|                | Louis Philibert    | PS-MRG         | 511   | 18,39  | 1      |  |
|                | Louis Minetti      | PCF            | 396   | 14,25  | 1      |  |
|                | Jean Roussel       | FN             | 99    | 3,56   |        |  |
|                |                    |                |       |        |        |  |
| Inscrits       | Inscrits           | Inscrits       | 2 834 | 100,00 |        |  |
| Abstentions    | Abstentions        | Abstentions    | 11    | 0,39   |        |  |
| Votants        | Votants            | Votants        | 2 823 | 99,61  |        |  |
| Blancs et nuls | Blancs et nuls     | Blancs et nuls | 44    | 1,55   |        |  |
| Exprimés       | Exprimés           | Exprimés       | 2 779 | 98,06  |        |  |

## Sénateurs sortants
| Sénateur | Sénateur            | Parti | Fonctions lors de l'élection en 1989                       |
| -------- | ------------------- | ----- | ---------------------------------------------------------- |
|          | Louis Minetti       | PCF   | Sénateur sortant                                           |
|          | Louis Philibert     | PS    | Président du conseil général, maire de Puy-Sainte-Réparade |
|          | Robert Vigouroux    | DVG   | Maire de Marseille                                         |
|          | Jacques Rocca Serra | UDF   | Adjoint au maire de Marseille                              |
|          | André Vallet        | UDF   | Conseiller général, maire de Salon-de-Provence             |
|          | Jean-Pierre Lafond  | DL    | Maire de La Ciotat                                         |
|          | Jean-Pierre Camoin  | RPR   | Conseiller régional, maire d'Arles                         |

## Présentation des candidats
Les nouveaux représentants sont élus pour une législature de 9 ans au suffrage universel indirect par les 2896 grands électeurs du département. 
Dans les Bouches-du-Rhône, les sénateurs sont élus au scrutin proportionnel. 

### Parti socialiste et alliés
| N° | Candidats | Candidats              | Parti | Principale fonction                                            |
| -- | --------- | ---------------------- | ----- | -------------------------------------------------------------- |
| 01 |           | Jean-François Picheral | PS    | Maire d'Aix-en-Provence                                        |
| 02 |           | Robert Bret            | PCF   | Conseiller municipal de Marseille                              |
| 03 |           | Henri d'Attilio        | PS    | Conseiller général, maire de Châteauneuf-les-Martigues         |
| 04 |           | Jean-Noël Guérini      | PS    | Président du conseil général, maire du 2e secteur de Marseille |
| 05 |           | Jacques Siffre         | PS    | Maire d'Istres                                                 |
| 06 |           | Christine Ortiz        | PCF   | Adjointe au maire du 8e secteur de Marseille                   |
| 07 |           | Michel Dary            | PRG   | Député européen, conseiller général                            |

### Union de la Droite
| N° | Candidats | Candidats                  | Parti | Principale fonction                                           |
| -- | --------- | -------------------------- | ----- | ------------------------------------------------------------- |
| 01 |           | Jean-Claude Gaudin         | DL    | Maire de Marseille, ancien sénateur                           |
| 02 |           | Francis Giraud             | RPR   | Maire de Roquefort-la-Bédoule                                 |
| 03 |           | André Vallet               | UDF   | Sénateur sortant, maire de Salon-de-Provence                  |
| 04 |           | Léon Vachet                | RPR   | Député, conseiller régional                                   |
| 05 |           | Jean Roatta                | DL    | Député, conseiller général, maire du 1er secteur de Marseille |
| 06 |           | Marie-Jeanne Fay-Bocognani | RPR   | Adjointe au maire de Marseille                                |
| 07 |           | Jacques Rocca Serra        | UDF   | Sénateur sortant, adjoint au maire de Marseille               |

### Front national
| N° | Candidats | Candidats         | Parti | Principale fonction                                    |
| -- | --------- | ----------------- | ----- | ------------------------------------------------------ |
| 01 |           | Ronald Perdomo    | FN    | Conseiller régional, conseiller municipal de Marseille |
| 02 |           | Paul-Yves Perche  | FN    |                                                        |
| 03 |           | René Bricot       | FN    |                                                        |
| 04 |           | Gérard Dossisard  | FN    |                                                        |
| 05 |           | Paul Gard         | FN    |                                                        |
| 06 |           | Catherine Mégret  | FN    | Maire de Vitrolles                                     |
| 07 |           | Daniel Simonpieri | FN    | Conseiller général, maire de Marignane                 |

## Résultats
| Tête de liste  | Tête de liste          | Liste          | Voix  | %      | Sièges |  |
| -------------- | ---------------------- | -------------- | ----- | ------ | ------ |  |
|                | Jean-François Picheral | PS-PCF-PRG     | 1 398 | 49,75  | 4      |  |
|                | Jean-Claude Gaudin     | DL-UDF-RPR     | 1 037 | 36,90  | 3      |  |
|                | Ronald Perdomo         | FN             | 326   | 11,66  |        |  |
|                | Érik Bonnaud           | Verts          | 49    | 1,74   |        |  |
|                | Henri de Matos         | MEI            | 0     | 0,00   |        |  |
|                |                        |                |       |        |        |  |
| Inscrits       | Inscrits               | Inscrits       | 2 896 | 100,00 |        |  |
| Abstentions    | Abstentions            | Abstentions    | 21    | 0,73   |        |  |
| Votants        | Votants                | Votants        | 2 875 | 99,27  |        |  |
| Blancs et nuls | Blancs et nuls         | Blancs et nuls | 65    | 2,26   |        |  |
| Exprimés       | Exprimés               | Exprimés       | 2 810 | 97,74  |        |  |

### Sénateurs élus
| Sénateur | Sénateur               | Parti |
| -------- | ---------------------- | ----- |
|          | Robert Bret            | PCF   |
|          | Jean-François Picheral | PS    |
|          | Henri d'Attilio        | PS    |
|          | Jean-Noël Guérini      | PS    |
|          | André Vallet           | UDF   |
|          | Jean-Claude Gaudin     | DL    |
|          | Francis Giraud         | RPR   |